# ボールターレット
ボールターレット（ball turret）は、第二次世界大戦中のアメリカ合衆国製爆撃機の数機種に搭載された球形状の経緯台式架台式銃塔である。この名称は銃塔の球形状外殻から由来していた。
この銃塔は、こちらも使用されていた遠隔操作銃塔とは別の有人のものであり、銃塔内に銃手、2丁の重機関銃、弾丸、照準器を内蔵していた。スペリー社が設計した胴体下面に装着する型が最も一般的であり、それゆえ「ボールターレット」という用語はもっぱらこれらの型のものを指す。

## スペリー製ボールターレット

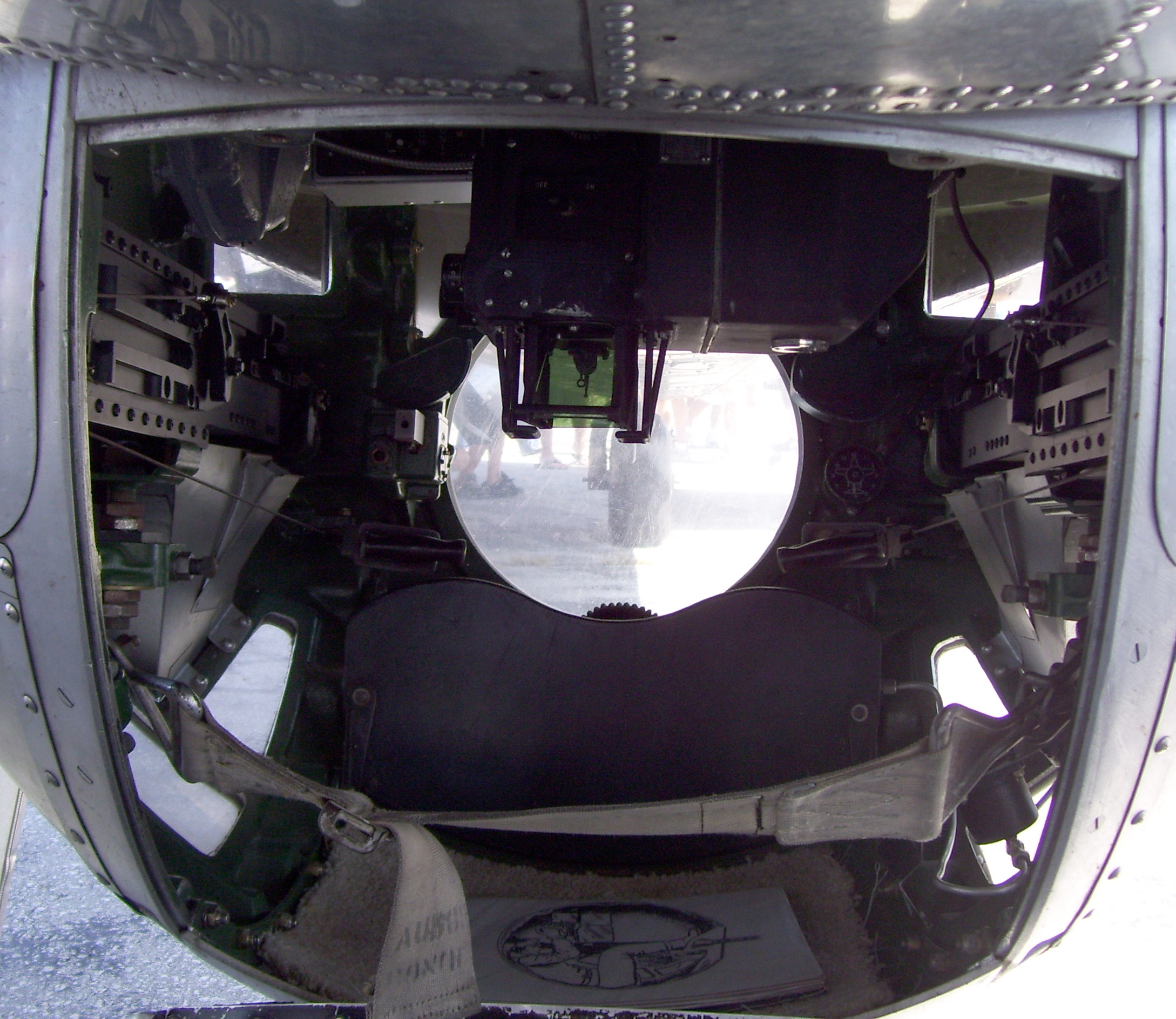
現存するB-17爆撃機のスペリー製ボールターレットの内部を、開いた扉から見た様子（2008年）。丸窓上部左右の半月形がフットレスト、下部左右に機銃のコッキング・ハンドル、正面に光像式照準器。正面下部が座面、下面が背もたれ。

スペリー社とエマソン・エレクトリック社は各々にボールターレットを開発したが、機首武装用の銃塔では類似の設計であった。エマソン製の球状銃塔の開発は中止され、スペリー製の機首銃塔が試験されて好評を得たが、後の航空機まで実装は遅れた。
スペリー社設計の胴体下面銃塔は広く使用され、遠隔人力操作の胴体下面銃塔が不評であることが判明すると数機種の防御武装の要求の高まりに応じて数社のメーカーで製造されるようになった。このボールターレットは、主にB-17 フライングフォートレスとB-24 リベレーターと共にアメリカ海軍のリベレーター機PB4Y-1で使用された。
B-24の後継機であるコンヴェア B-32では、この胴体下面銃塔がタンデムで使用され、B-24の最終型の機首と同じように機首と機尾にボールターレットが装着されていた。
スペリー製ボールターレットは、抗力を低減するために非常に小型に作られており、通常は搭乗員の中で最も身長の低い者がこれを操作した。ターレット内部に入るためには銃身が直下に向くまでターレットを回転させて扉を開け、銃手は足をヒールレストに乗せてから身体を縮めて所定の位置につき、安全ベルトを締めてターレットの扉を閉じてロックをかけた。ターレット内部にはパラシュートを置く余地は無く、これはターレット上部の機内に置かれた。少数の銃手は座面型パラシュートを装着した。

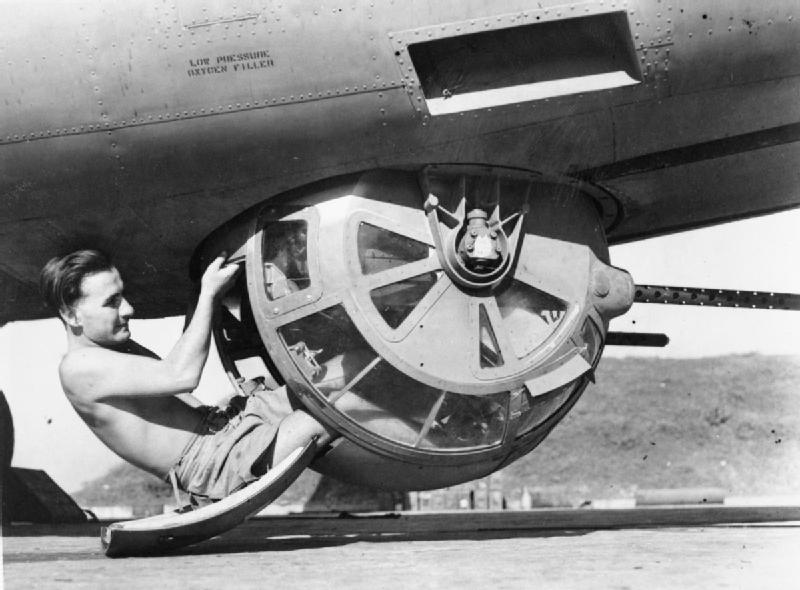
イギリス空軍のB-24 リベレーター機のボールターレットに機外から乗り込む搭乗員。Burma, c.1943-1945

ターレット内で所定の位置についた銃手は、背中と頭を後部隔壁、尻を底部につけ、足を中空に上げて前部隔壁にあるフットレストに乗せていた。この姿勢では銃手の視線は、銃手の両側にほぼターレットの全長を貫いて設置されている2丁のライトバレル仕様のブローニング AN/M2機関銃とほぼ同じ高さとなった。銃本体のコッキング・レバーは銃手に近すぎる位置にあって容易には操作できなかったので、コッキング・レバーに繋がったケーブルがプーリーを介してターレット前部にあるハンドルに取り付けられていた。機銃に関するもう一つの重要な要素は、全ての発射不能が単なる装填だけで解消できるわけではないという事実であった。たいていの場合、機銃が不発であった時は銃手が薬室に手を伸ばして「再装填」する必要があったが、狭いターレット内に設置された機銃の位置からしてこの動作は非常に制限されていた。通常であれば銃手は機銃カバーの固定ラッチを外して、カバーを垂直位置まで跳ね上げるという動作をしたが、これはボールターレット内では不可能であった。これを解決するために機銃カバーの前端には「切欠き」が付いており、銃手が薬室に手を伸ばして不発を解消するために、ラッチを外して機銃カバーを薬室の上で数インチだけ動かすことができた。小型の弾薬箱がキャビン内のターレット上方に設置され、精巧な給弾装置により残りの弾帯がターレットへ送り込まれた。光像式照準器はターレットの天井から銃手の両脚の間辺りに吊り下がっていた。
ターレットの方向制御は、射撃ボタンが組み込まれた2つのグリップハンドルで行った。左足では光像式照準器の射撃距離レティクルを調整し、右足ではプッシュ・トゥ・トーク式インターコムのスイッチを操作した。このターレットは通常は電動で方向と昇降の制御を行っていたが、緊急の場合にターレットを所定の位置に戻せるようにキャビン内に手動のクランクハンドルが取り付けられていた。電源供給が停止した場合は別の搭乗員がこのクランクハンドルを使用して、銃手が出られるようにターレットを垂直位置に戻した。

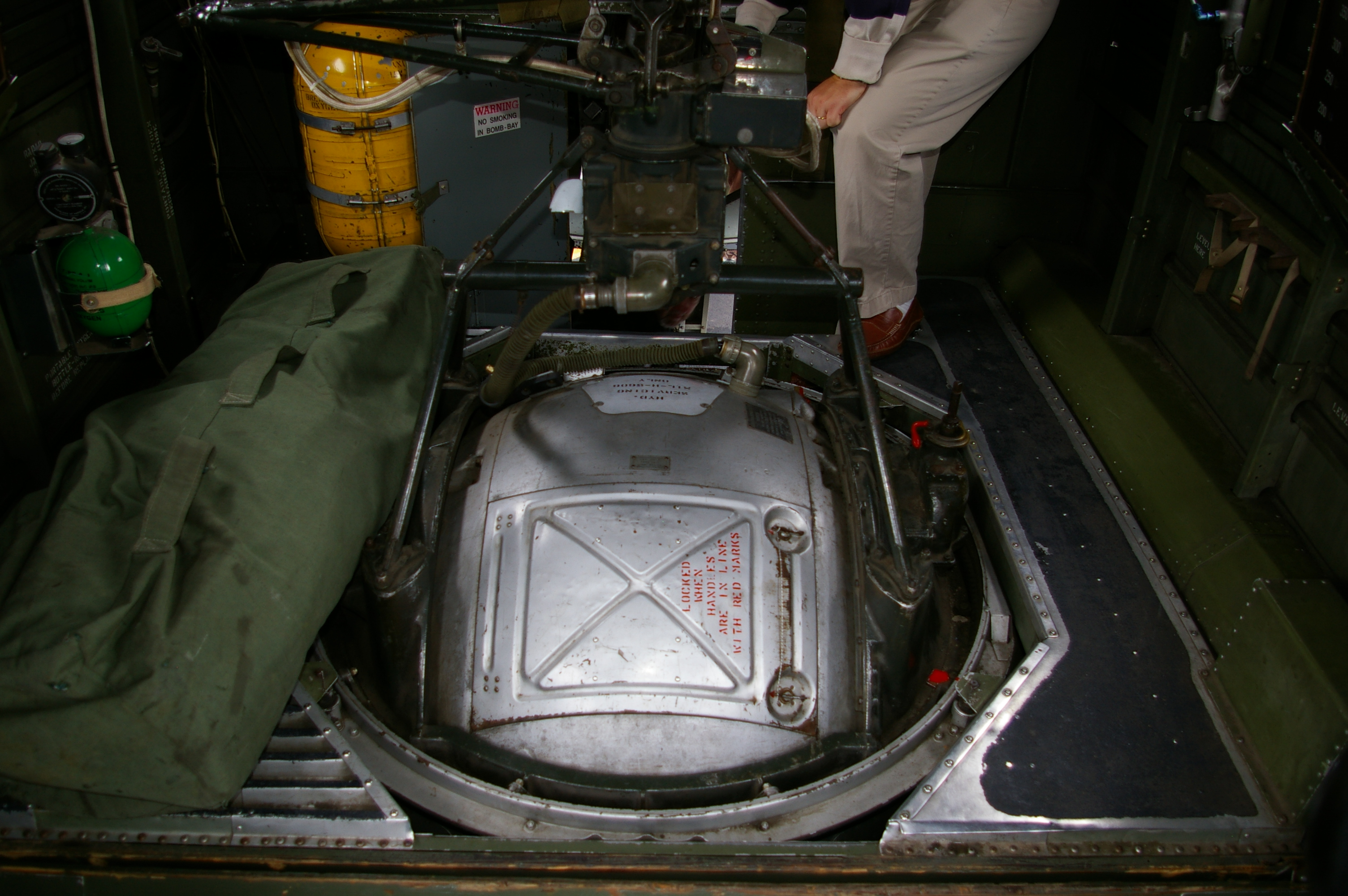
機内から見た着陸に備えて引き込まれた状態のB-24J リベレーター機のスペリー製ボールターレット。

離着陸時のクリアランスは十分に確保されていたがB-17爆撃機のA-2型ターレットは地上高が低く、降着装置が故障の場合を考慮して銃手は十分な高度に上がるまでターレット内には入らなかった。離着陸時にはターレットの銃は後方に向けて水平に上げておかねばならなかった。ターレットは銃手の出入り時には垂直位置にする必要があり、このため無人状態のターレットを水平位置に戻せるように外部の制御装置が取り付けられていた。
B-24はその首車輪式降着装置のためにスペリー製A-13型ボールターレットの完全引き込み式マウントが必須であり、そのため機体が接地している状態では収納状態でのクリアランスを確保するためにこのターレットは常に機体下面に引き込まれていた。

## エルコ製ボールターレット

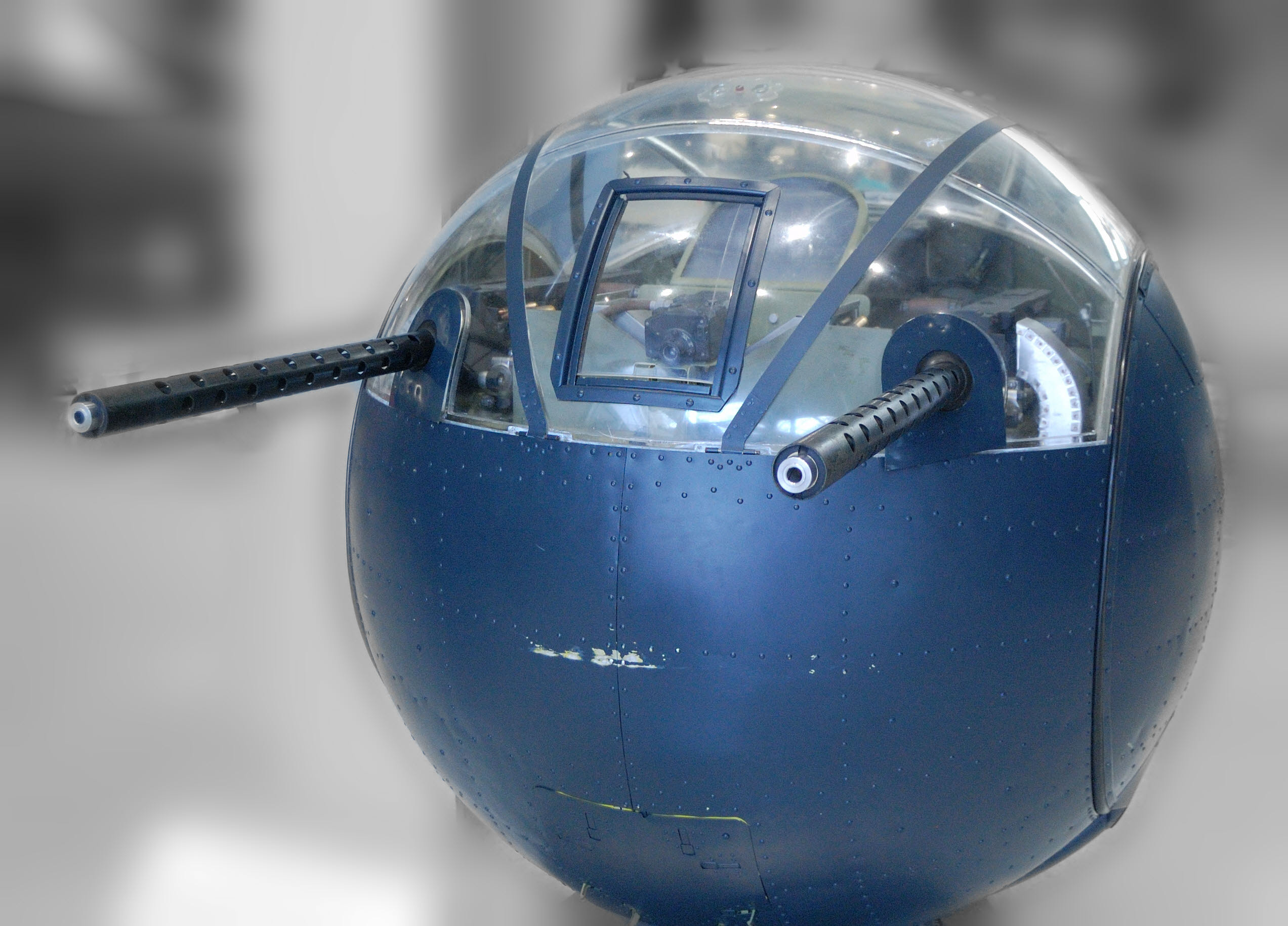
国立海軍航空博物館に展示されているエルコ製ボールターレット

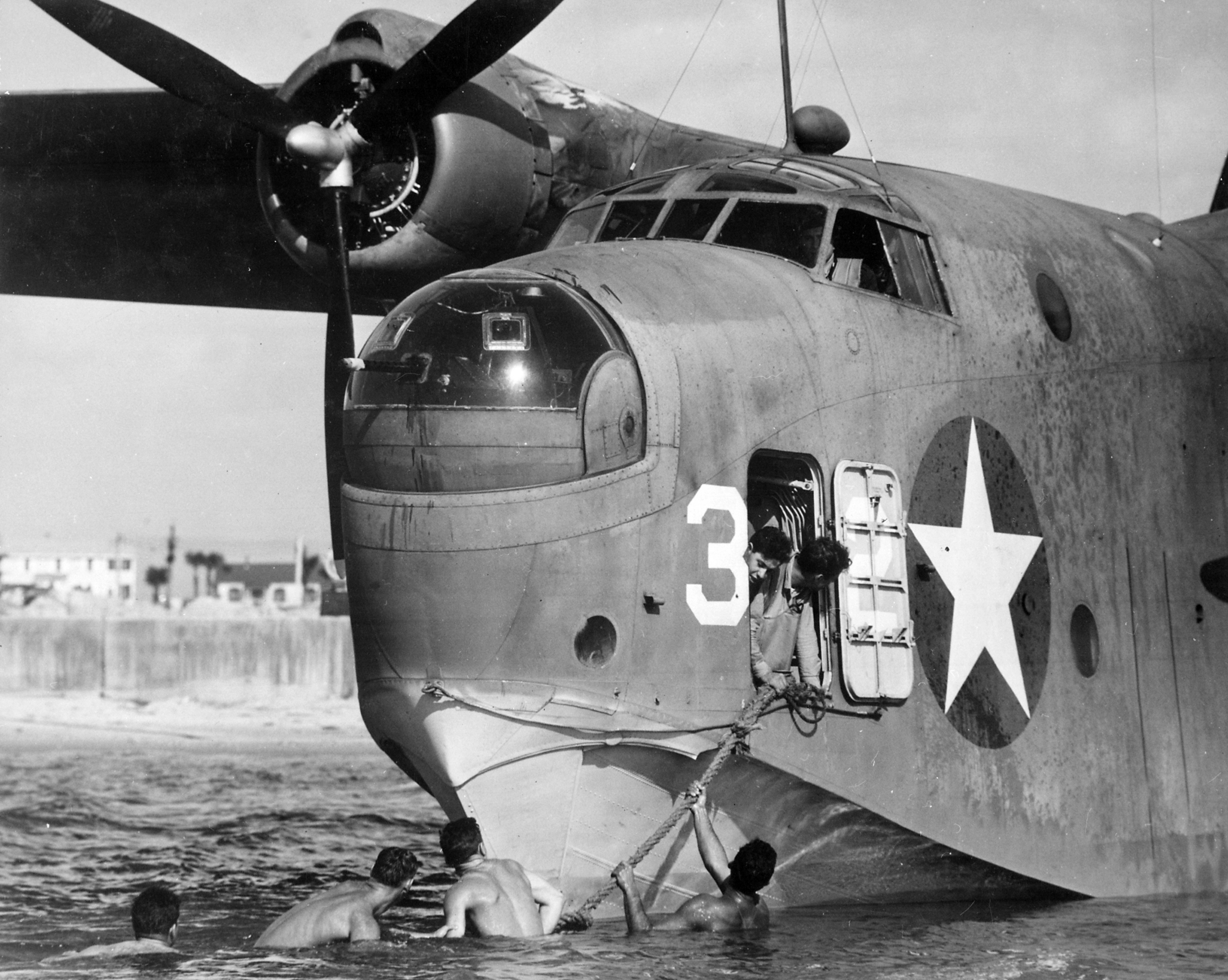
PBM-3のマーティン製250SH型ボールターレット

他の型式の銃塔も装着され続けたが、1943年半ばに試験が終了するとエルコ製のボールターレットが海軍のPB4Y-1 リベレーターとPB4Y-2 プライヴァティア哨戒爆撃機の機首に装着されるようになった。その他の哨戒水上機で見受けられるそれ以前の設計では銃塔は機首方向からの攻撃に対する防御と同時に、制圧火力や潜水艦に対する攻撃としての機銃掃射という双方の目的に用いられていた。このターレットはボール型だったため、制御ハンドルを操作することで銃手は機銃や照準器と共に上下左右方向へと動いた。この初期の型の中にはPBM-3双発哨戒飛行艇のマーティン製250SH機首ターレットがあり、設計と機能の面で多くの類似点があった。

## 大衆文化
- ランダル・ジャレル作の詩『The Death of the Ball Turret Gunner』（ボールターレット銃手の死）の中でボールターレットが描かれている。
- ジョン・アーヴィングの4作目の小説『ガープの世界』（1978年）の主人公T.S. ガープの父親が重傷を負ったボールターレットの銃手である。
- テレビドラマ『世にも不思議なアメージング・ストーリー』の1985年の挿話『最後のミッション』（"The Mission,"）内でターレット内の閉じ込められた若いボールターレットの銃手が漫画家としての技能を活かして生還する。
- ビデオゲーム（『コール オブ デューティ2 ビッグ レッド ワン』、『Secret Weapons Over Normandy』、『ブレイジング・エンジェル』といった） 内でプレーヤーはボールターレットの銃手を操作する。たいていはゲームに多様性を持たせるための短い時間だけ。
- 映画『キングコング: 髑髏島の巨神』では、飛行機や艦船の残骸から作られた小舟グレイ・フォックス号の船首にボールターレットが設けられ、巨大爬虫類スカル・クローラーとの戦闘で用いられる。